# Os Candangos
Os Candangos, inicialmente chamado de Os Guerreiros, é uma obra escultural de Brasília, no Distrito Federal, localizada na Praça dos Três Poderes, em frente ao Palácio do Planalto. Criado em 1959 pelo escultor Bruno Giorgi, o termo "candango" é inspirado na maneira como os negros intitulavam os portugueses. 
A obra se tornou reconhecida pela Organização das Nações Unidas para a Educação, a Ciência e a Cultura (UNESCO) como um patrimônio da humanidade, uma vez que a união de dois guerreiros representa o simbolismo de força e equilíbrio entre os poderes da República.

## História

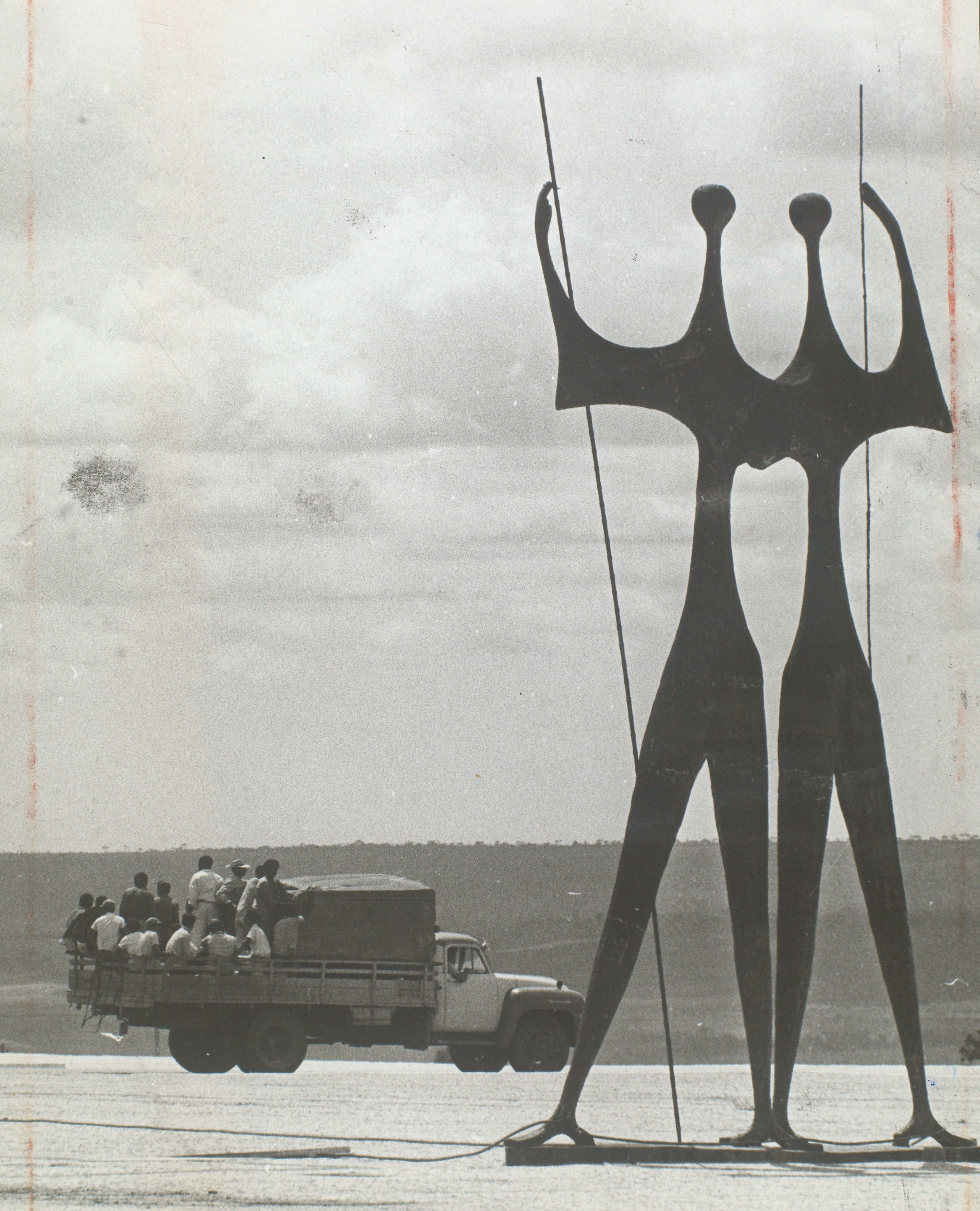
Obra registrada na época de sua criação, em 1959.

Após ser convidado pelo arquiteto  Oscar Niemeyer, o escultor Bruno Giorgi criou em 1959 a obra "Os Guerreiros", projeto feito de bronze de oito metros de altura e que se encontra na Praça dos Três Poderes, perto do Palácio do Planalto. O uso da expressão "candangos", que deu origem a alteração do nome, veio da Angola, no continente africano, segundo Olívio Guedes, professor de Arte da Universidade de São Paulo (USP).
| “ | Os negros chamavam os portugueses assim (de candango). Durante a construção de Brasília, aquelas pessoas que vinham, principalmente no Nordeste, eram apelidadas desta forma. Então, esse nome deixou de ser um vilão e passou a ser uma homenagem aos trabalhadores. | ” |
|   | — Olívio Guedes, professor de Arte da USP. |   |

Olívio Guedes esclarece o abraço dos dois guerreiros comparando com a presença dos três poderes da Nova República: "Os três poderes (Executivo, Legislativo e Judiciário) estão reunidos naquela praça. A imagem traz um simbolismo de união, força e equilíbrio".
Posteriormente, a Organização das Nações Unidas para a Educação, a Ciência e a Cultura (UNESCO) reconheceu a escultura como um patrimônio cultural da humanidade.